# Hans Tomamichel
Hans Anton Tomamichel (Bosco Gurin, 12 febbraio 1899 – Zurigo, 15 aprile 1984) è stato un pittore, illustratore e grafico svizzero.

## Vita

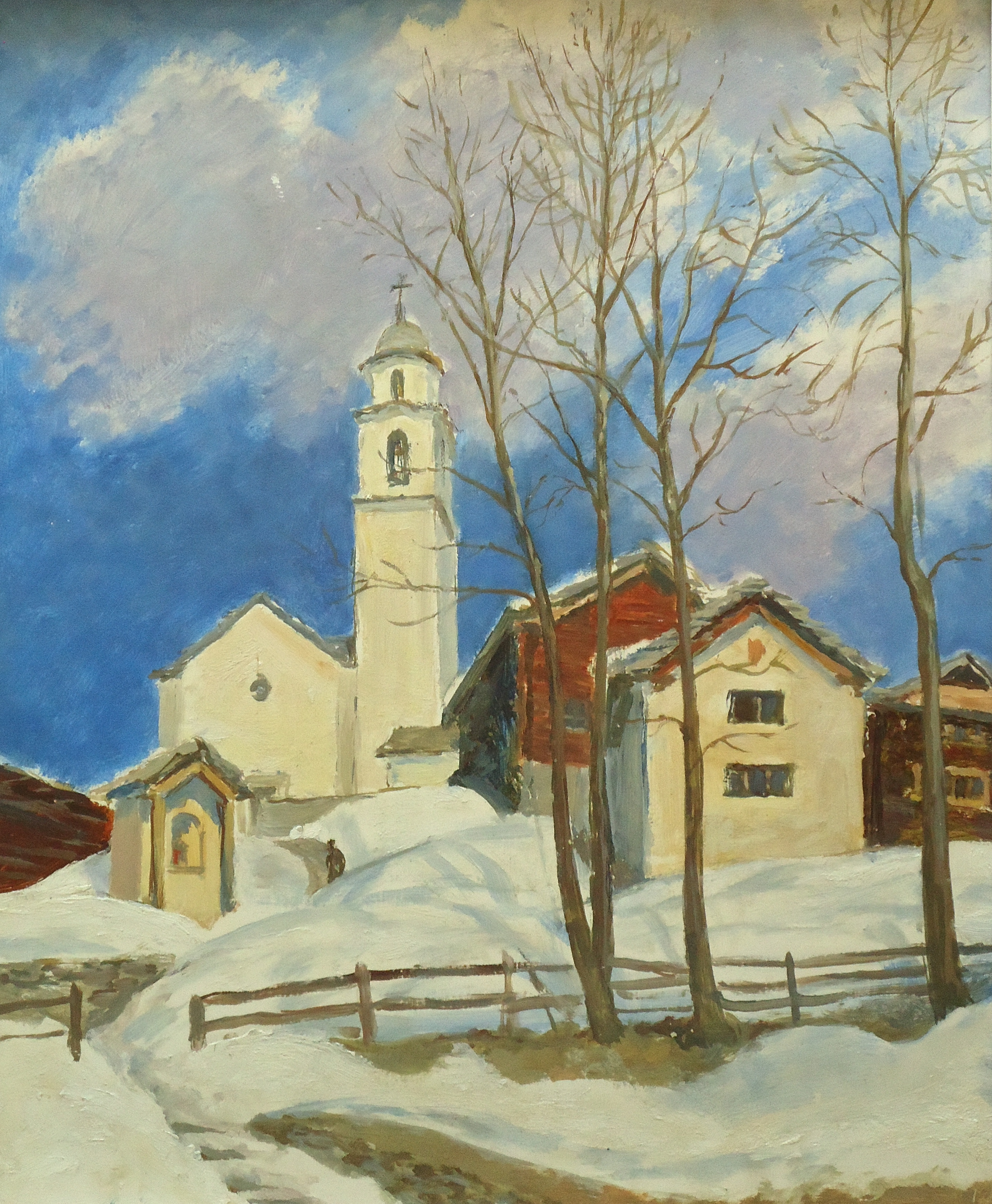
Olio di Hans Tomamichel, Bosco Gurin, 1945

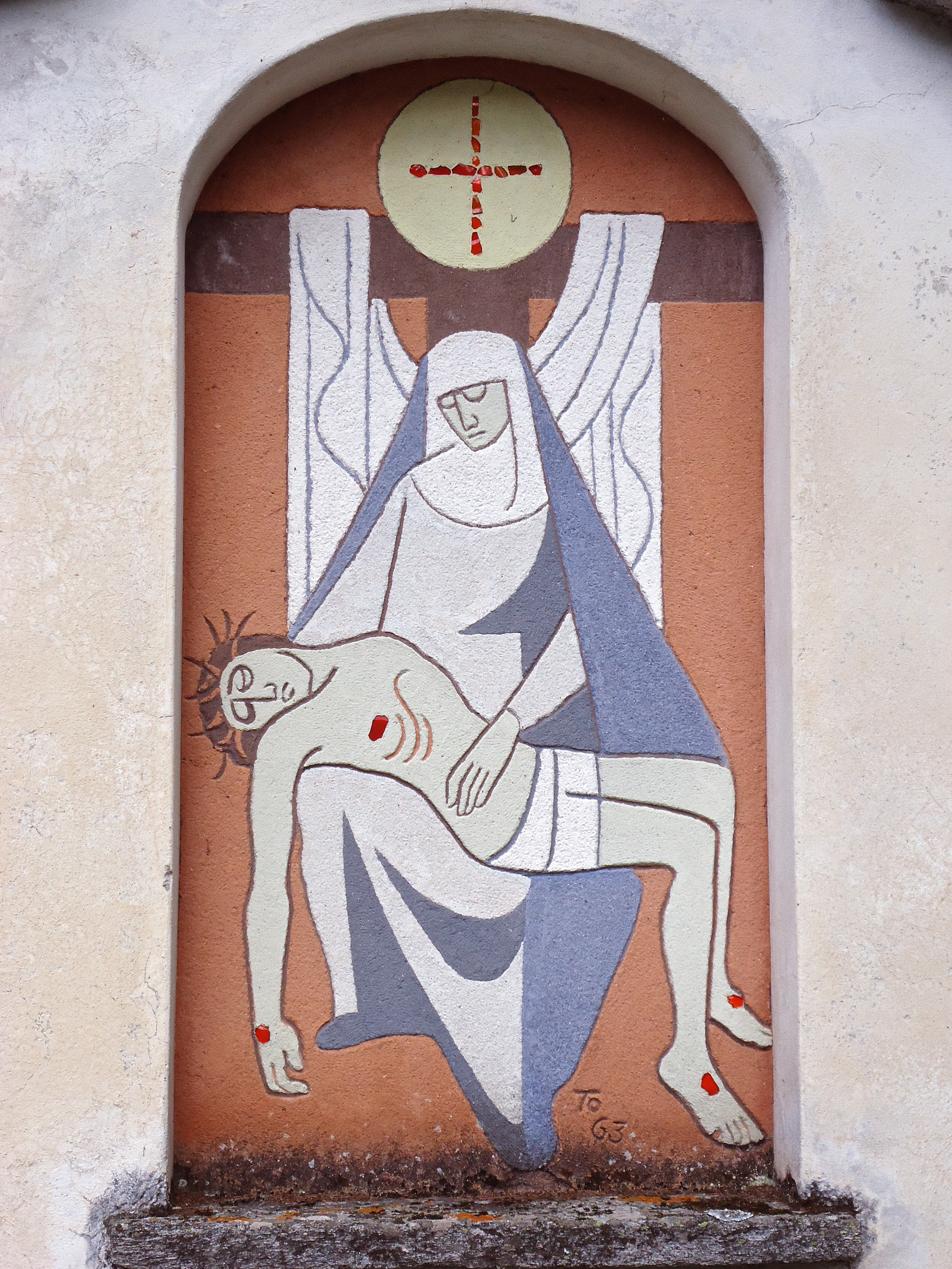
Sgraffito a otto colori nel cimitero di Bosco Gurin, 1963

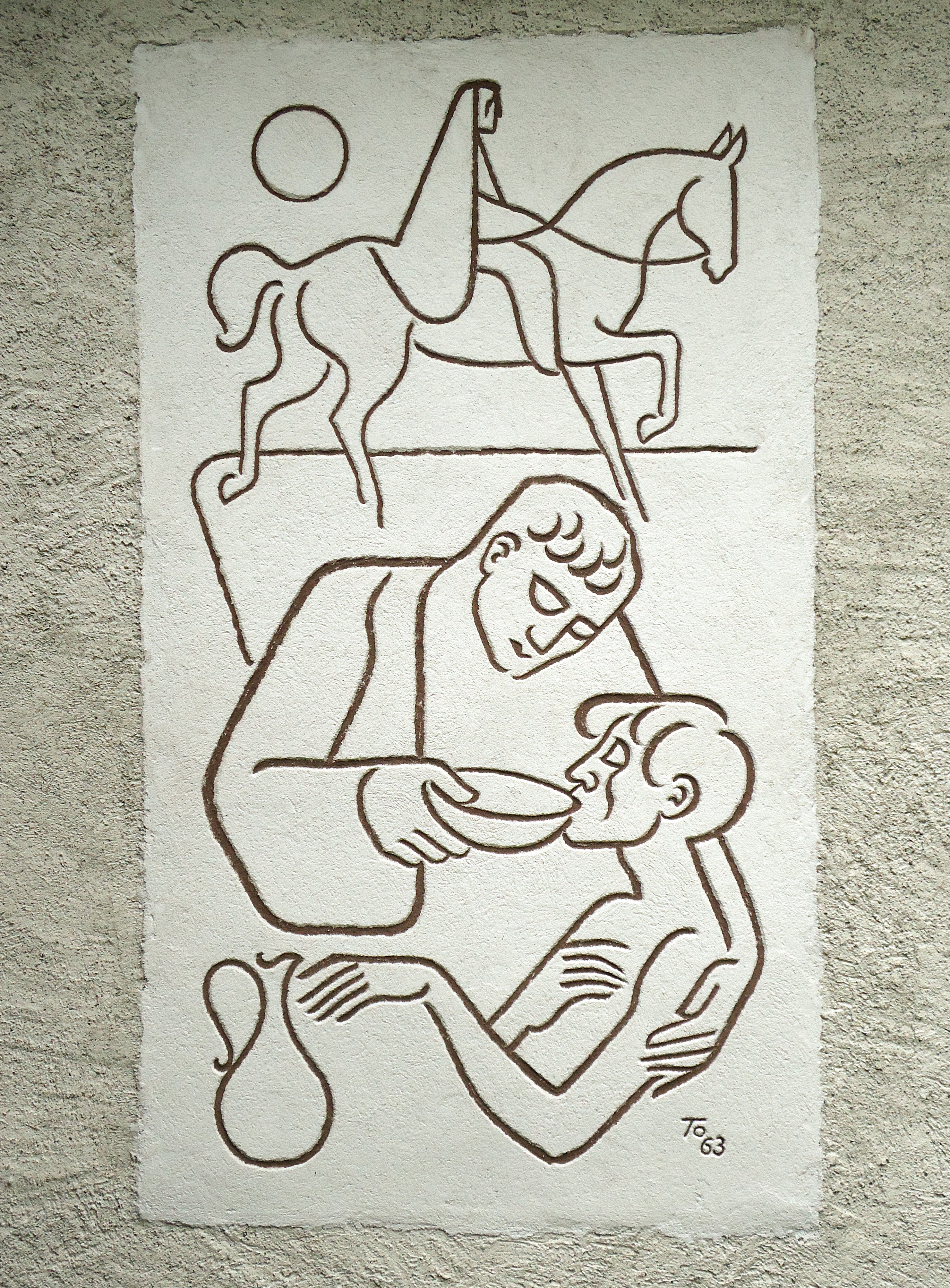
Il buon samaritano, Sgraffito 196

A quindici anni, Hans Tomamichel lasciò Bosco Gurin per seguire a Zurigo la formazione di grafico sotto la guida di Melchior Annen (1868–1954). In seguito assistette a diverse lezioni di storia dell’arte, anatomia e filosofia presso l’Università di Zurigo. Dal 1925 al 1928 si è formato a Parigi come pittore presso le accademie Colarossi, Quelvé e Léger. Nel 1928 ritornò a Zurigo e lo stesso anno sposò Anny, nata Kaiser (1899-1982). Ebbero cinque figli: Franz (1930–1988), Cornelia Margrith Pfiffner-Tomamichel (* 1931), Leonhard (1934–2020), Annemarie Müller-Tomamichel (1936–1995) ed Elisabeth Flüeler-Tomamichel (* 1940).
A partire dal 1928, Tomamichel era attivo a Zurigo come grafico e pittore indipendente. Assieme a colleghi, negli anni ‚30 fondò l'Unione svizzera dei grafici (ASG), oggi SGD Swiss Graphic Designers. Fu membro di comitato del Deutschschweizerischer Schulverein (associazione scolastica svizzero-tedesca) e si prodigò per la conservazione della cultura walser. Fu membro fondatore (assieme a Hans Maria Sartori e ad altri) dell’Associazione Walserhaus. Il Museo Walserhaus dedica una stanza a Tomamichel, dove sono allestite anche esposizioni temporanee.
Tomamichel morì nel 1984 a Zurigo e fu sepolto nel cimitero di Bosco Gurin.

## Opere
Tomamichel realizzò campagne pubblicitarie per diverse istituzioni e aziende. Nel 1948, ad esempio, inventò il famoso personaggio pubblicitario Knorrli per l'azienda Knorr, oggi Unilever. 
Tra le sue opere più notevoli, la campagna pubblicitaria del 1932 per il cioccolato Cailler e Kohler, un'azienda del Gruppo Nestlé, per la quale disegnò i personaggi Fip e Fop. Illustrò oltre 200 libri, tra cui il Libro del soldato svizzero per il Dipartimento federale della difesa, della protezione della popolazione e dello sport (DDPS). Tomamichel ideò annunci di nascita e di matrimonio nonché cartoline di Capodanno e ha disegnato francobolli, timbri e marchi. Per 40 anni illustrò le circolari per la Caritas di Zurigo, e per 30 anni fu anche attivo come illustratore per la rivista Schweizer Spiegel.
Tomamichel realizzò anche liberamente disegni, ritratti, acquerelli e dipinti a olio, ispirandosi al suo villaggio natale, Bosco Gurin, dove trascorreva regolarmente le vacanze con la famiglia. In Svizzera realizzò 17 dipinti murali e 62 sgraffiti, di cui una ventina a Bosco Gurin.

## Opere nello spazio pubblico (scelta)
- 1939 Esposizione nazionale svizzera, Grotto Ticinese, sgraffito, e il quadro murale Die Glasbläser (i soffiatori di vetro)
- 1962 Casa parrocchiale di Bironico, sgraffiti San Giovianni Evangelista e San Martino
- 1964 – 1965 Chiesa cattolica di St. Josef, Zurigo quartiere industriale, oggetti liturgici, sgraffiti e portali con maniglie di bronzo; gli sgraffiti sono stati coperti dopo la ristrutturazione della chiesa nel 2024
- 1965 Chiesa parrocchiale cattolica St. Sebastian, Immensee Küssnacht, simboli dei quattro evangelisti in costruzione di ferro, originariamente per il pulpito, dal 2007 sull’altare del popolo
- 1965 Fabbrica RiRi a Mendrisio, sgraffito Vier Jahreszeiten (le quattro stagioni) nella mensa, nell’ottobre del 2016 fu staccato prima della demolizione, fino al 2024 fu conservato nella casa di riposo Residenza alle Betulle a Cevio e dal 2025 nella mensa dell'azienda Tenconi ad Airolo.
- 1976 Rennweg 46 Zurigo, sgraffito Eskulapio

## Letteratura
- Elisabeth Flueler-Tomamichel: Gli sgraffiti di Hans Tomamichel (1899–1984). Oriundo di Bosco Gurin, Hans Tomamichel è noto come grafico ma va scoperto come artista. In: k+a 2023, Heft 4: Die Kunst des (S)graffito, S. 32–39.
- Hans Anton Tomamichel. 1899–1984. Mit Bildern schreiben. Eine Komposition in Bild und Text von Annegret Diethelm mit Beiträgen von Attilio d’Andrea. Gestaltet von Karl Frei. Ed. Walserhaus Gurin. Offizin, Zürich 2001, ISBN 3-907496-12-4.